# Nurkhon Kurbanova
Nurkhon Kurbanova (Namangan, 12 agosto 1994) è un'atleta paralimpica uzbeka appartenente alla classe F54 e specializzata nel getto del peso, lancio del disco e lancio del giavellotto.

## Biografia
Nel 2019 prende parte ai campionati mondiali paralimpici di Dubai, dove si classifica quinta nel getto del peso F54 e sesta nel lancio del giavellotto F54.
Nel 2021 fa il suo esordio ai Giochi paralimpici di Tokyo, dove è portabandiera per l'Uzbekistan durante la cerimonia di apertura, conquistando la medaglia d'argento nel lancio del giavellotto F54, quella di bronzo nel getto del peso F54 e classificandosi ottava nel lancio del disco F55, facendo segnare il nuovo record del mondo per la classe F54 con la misura di 20,40 m.
Nel 2022 è portabandiera anche ai Giochi para-asiatici di Hangzhou: qui conquista la medaglia d'oro e il record dei giochi nel lancio del giavellotto F54, quella di bronzo nel getto del peso F54 e si classifica settima nel lancio del disco F54/55.
Ai campionati mondiali paralimpici di Parigi 2023 si laurea campionessa del mondo, con tanto di record dei campionati, nel lancio del giavellotto F54, mentre nel getto del peso F54 conquista la medaglia di bronzo e colleziona la decima posizione in classifica nel lancio del disco F55.
Nel 2024 torna in pedana ai campionati mondiali paralimpici di Kobe, conquistando la medaglia d'oro e il nuovo record mondiale paralimpico (20,73 m) nel lancio del giavellotto F54 e la medaglia di bronzo nel getto del peso F54; sempre nello stesso anno ottiene i medesimi risultati anche alle Paralimpiadi di Parigi, migliorando ulteriormente il record mondiale nel lancio del giavellotto con la misura di 21,12 metri.

## Record nazionali
- Lancio del disco F54: 20,40 m  ( Tokyo, 27 agosto 2021)[1]
- Lancio del giavellotto F54: 21,12 m ( Parigi, 7 settembre 2024)

## Palmarès
| Anno | Manifestazione                  | Sede     | Evento                     | Risultato | Prestazione | Note                                     |
| ---- | ------------------------------- | -------- | -------------------------- | --------- | ----------- | ---------------------------------------- |
| 2019 | Campionati mondiali paralimpici | Dubai    | Getto del peso F54         | 5ª        | 6,88 m      | Miglior prestazione personale            |
| 2019 | Campionati mondiali paralimpici | Dubai    | Lancio del giavellotto F54 | 6ª        | 15,03 m     | Miglior prestazione personale            |
| 2021 | Giochi paralimpici              | Tokyo    | Getto del peso F54         | Bronzo    | 7,77 m      | Miglior prestazione personale            |
| 2021 | Giochi paralimpici              | Tokyo    | Lancio del disco F55       | 8ª        | 20,40 m     | (F54)                                    |
| 2021 | Giochi paralimpici              | Tokyo    | Lancio del giavellotto F54 | Argento   | 18,38 m     | Miglior prestazione personale            |
| 2022 | Giochi para-asiatici            | Hangzhou | Getto del peso F54         | Argento   | 7,34 m      |                                          |
| 2022 | Giochi para-asiatici            | Hangzhou | Lancio del disco F54/55    | 7ª        | 17,45 m     |                                          |
| 2022 | Giochi para-asiatici            | Hangzhou | Lancio del giavellotto F54 | Oro       | 18,95 m     | Record dei Giochi                        |
| 2023 | Campionati mondiali paralimpici | Parigi   | Getto del peso F54         | Bronzo    | 7,38 m      | Miglior prestazione personale            |
| 2023 | Campionati mondiali paralimpici | Parigi   | Lancio del disco F55       | 10ª       | 18,34 m     | Miglior prestazione personale stagionale |
| 2023 | Campionati mondiali paralimpici | Parigi   | Lancio del giavellotto F54 | Oro       | 20,15 m     | Record dei campionati                    |
| 2024 | Campionati mondiali paralimpici | Kōbe     | Getto del peso F54         | Bronzo    | 7,48 m      | Miglior prestazione personale stagionale |
| 2024 | Campionati mondiali paralimpici | Kōbe     | Lancio del giavellotto F54 | Oro       | 20,73 m     | Record mondiale                          |
| 2024 | Giochi paralimpici              | Parigi   | Getto del peso F54         | Bronzo    | 7,75 m      |                                          |
| 2024 | Giochi paralimpici              | Parigi   | Lancio del giavellotto F54 | Oro       | 21,12 m     | Record mondiale                          |